# Estación Intermodal Los Libertadores
La Estación Intermodal Los Libertadores es una estación de intercambio intermodal operada por Metro S.A. ubicada en la esquina de la avenida Américo Vespucio junto con la Autopista Los Libertadores, en la comuna de Quilicura. Fue inaugurada el 28 de noviembre de 2020 y sirve de conexión para buses interurbanos provenientes de comunas como Lampa, Colina y Batuco con el Metro de Santiago, además de albergar 11 recorridos de la misma Red Metropolitana de Movilidad.
Al igual que su par de Franklin, cada andén es considerado como un paradero de Red convencional, teniendo su nombre de paradero y código correspondiente.

## Historia

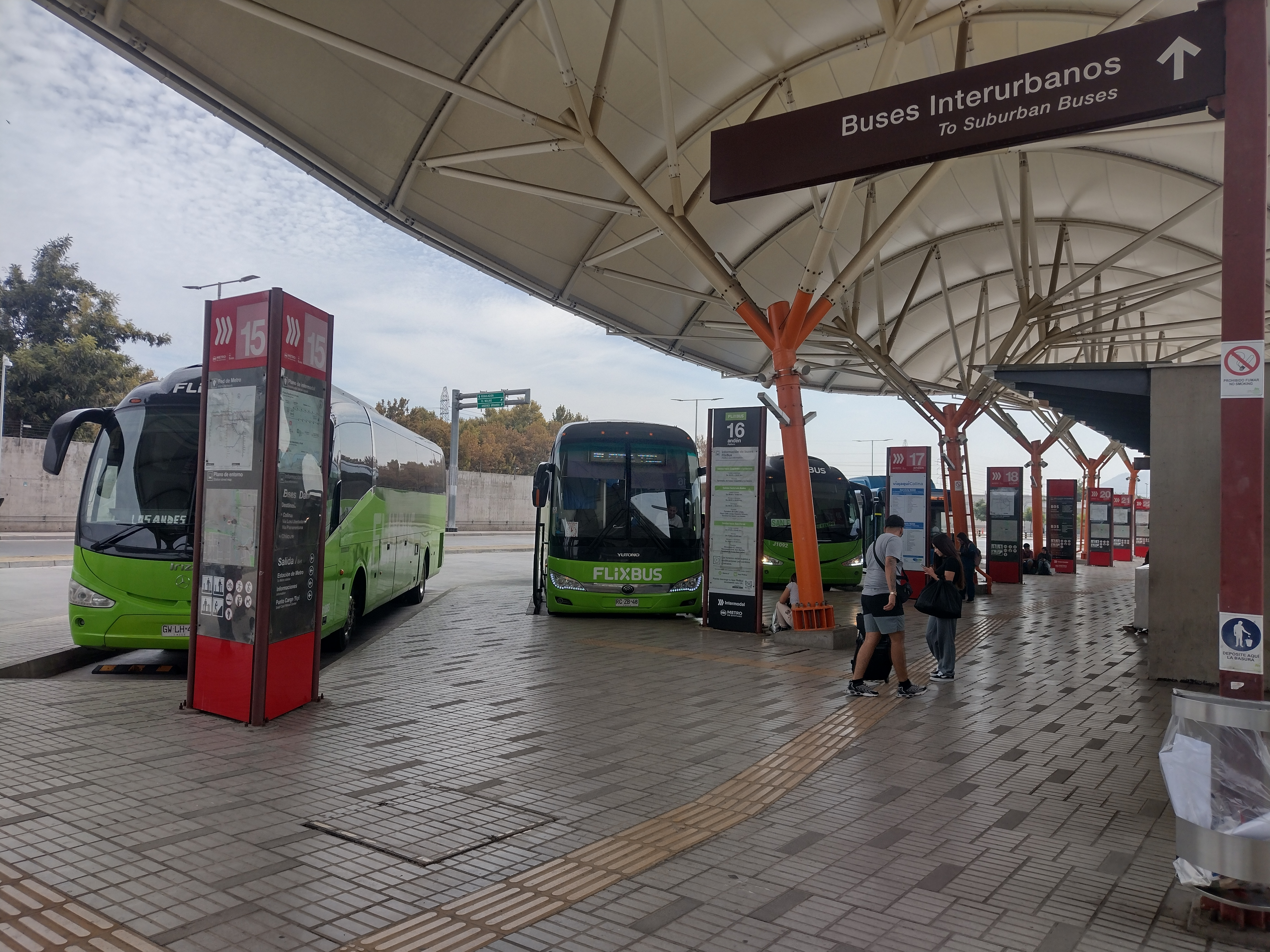
Andenes para buses interurbanos en la Estación Intermodal Los Libertadores.

Se encuentra contigua a la estación de Metro Los Libertadores. Su inauguración estaba proyectada para fines de 2019, sin embargo los retrasos en las obras y el reforzamiento de medidas de seguridad tras los ataques recibidos durante las protestas por el alza de la tarifa del transporte público habían generado el retraso de la apertura para abril de 2020, aunque hacia fines de dicho mes la estación aún seguía cerrada.
La estación intermodal fue finalmente inaugurada el sábado 28 de noviembre de 2020, inicialmente recibiendo solo servicios de la Red Metropolitana de Movilidad. Los recorridos interurbanos fueron incorporados a la estación durante el primer trimestre de 2021, recibiendo recorridos de la empresa Flixbus desde 2024.
La estación sirve desde el 27 de enero de 2025 como punto de inicio y final de los recorridos R230 y R232 de los servicios de Red Colina de Movilidad, que conectan con la comuna homónima.

## Servicios de buses

### Servicios Red
La estación posee los siguientes servicios de buses de la Red Metropolitana de Movilidad. Asimismo, cada andén está identificado como "Andén [N.º] / (M) Los Libertadores" teniendo un código identificatorio individual. 
| Andén Código | Servicio          | Destino             | Recorrido |
| ------------ | ----------------- | ------------------- | --- |
| 1 PB1979     | Andén de descarga | Andén de descarga   | Andén de descarga |
| 2 PB1980     | Andén de descarga | Andén de descarga   | Andén de descarga |
| 3 PB1981     | B08               | Lo Marcoleta        | Av. Américo Vespucio - Carampangue - Ramón Rosales - Arturo Prat - José Francisco Vergara - San Luis - Parroquia Jesús Obrero                                                                                          |
| 4 PB1982     | B36               | Pedro Fontova Norte | Villa Los Libertadores - El Sauce - Santa Marta de Huechuraba - Berta Correa - Guanaco Norte - Pedro Fontova |
| 5 PB1983     | B05               | Ciudad Empresarial  | Caletera Autopista Los Libertadores - Villa Los Libertadores - Mall Plaza Norte - Vespucio Norte - Muni. Huechuraba - Camino al Bosque de Santiago - Av. De Parque - Av. Del Valle - Av. El Salto - Ciudad Empresarial |
| 5 PB1983     | B35               | Zapadores           | Caletera Autopista Los Libertadores - Villa Los Libertadores - El Sauce - Santa Rosa de Huechuraba - El Guanaco - El Rosal - Cementerio del Parque del Recuerdo - Av. Recoleta - Zapadores                             |
| 6 PB1984     | 428e              | La Cisterna         | Av. Manuel Antonio Matta - General San Martín - Av. Américo Vespucio - Av. Lo Espejo - Gran Avenida (Paradero 28) |
| 7 PB1985     | 428               | La Cisterna         | Av. Manuel Antonio Matta - General San Martín - Av. Américo Vespucio - Av. Lo Espejo - Gran Avenida (Paradero 28) |
| 8 PB1986     | B07               | Parque Industrial   | Barrio Industrial El Cortijo - Cruce Quilicura - Av. Presidente Eduardo Frei Montalva - Av. San Ignacio - Caupolicán                                                                                                   |
| 9 PB1987     | B33               | Buenaventura        | Caletera Autopista Los Libertadores - Caupolicán - Arauco Buenaventura - Av. San Ignacio - Av. Eduardo Frei Montalva - Cerro Portenzuelo                                                                               |
| 10 PB1988    | B42               | Valle Grande        | Caletera Autopista Los Libertadores - Buenaventura - Cañaveral - Av. Eduardo Frei Montalva - La Montaña - Río Maule - El Porvenir                                                                                      |
| 11 PB1989    | 307c              | Lo Marcoleta        | El Molino - Lo Marcoleta - Antumalal - Av. Bernardo O'Higgins - Lo Marcoleta - hasta Medialuna |
| 12 PB1990    | B04               | Mapocho             | Av. Independencia - Julio Montt Salamanca - Av. Fermín Vivaceta - Av. Santa María - Recoleta Franciscana |
| 12 PB1990    | B26               | Estación Central    | El Cortijo - Barón de Juras Reales - Nueva de Matte - Av. Independencia - Av. Presidente Balmaceda - Av. Matucana - Erasmo Escala - Chacabuco - Exposición                                                             |
| 13 PB1991    | B18e              | Villa Pucará        | Autopista Vespucio Norte - Ismael Briceño - Alcalde Juan Larenas - Av. Las Torres |

### Servicios interurbanos
| Servicio | Destino    | Recorrido |
| -------- | ---------- | --- |
| Flixbus  | Los Andes  | Autopista Los Libertadores - Ruta E-57 - Calle Larga - Paradero 20 Calle Larga - Plaza de Calle Larga - Av. Santa Teresa - Mall Espacio Urbano Los Andes - Carlos Díaz                          |
| Flixbus  | La Serena  | Autopista Vespucio Norte - Ruta 5 Norte - Av. Pedro Nolasco Videla - Av. Francisco Varela - Terminal de buses de Coquimbo - Av. Costanera - Maipú - Santa Ester - Ruta 5 Norte - Av. Amunátegui |
| Flixbus  | Quillota   | Autopista Vespucio Norte - Ruta 5 Norte - Autopista Los Andes - Rafael Ariztía - Av. Fernando Monckeberg Barros                                                                                 |
| Flixbus  | San Felipe | Autopista Los Libertadores - General San Martín Ruta E-89 - Coronel Santiago Bueras - Av. Michimalongo - Av. Yungay                                                                             |
| R230     | Colina     | El Molino - Av. Presidente Eduardo Frei Montalva - Av. San Ignacio - Caupolicán - Caletera General San Martín - Aconcagua - Esmeralda - General San Martín                                      |
| R232     | Chicureo   | El Molino - Av. Presidente Eduardo Frei Montalva - Av. San Ignacio - Caupolicán - Av. Del Valle - Av. Chamisero - Av. Del Valle - Av. Chicureo - Av. Padre Sergio Correa                        |